# Gitan
Gitan is een Italiaans historisch merk van motorfietsen.
Vanaf 1951 bouwde Gitan lichte motorfietsen en crossers met twee- en viertaktmotoren van 49- tot 198 cc. Van 1957 tot 1960 richtte men zich voornamelijk op de productie van bromfietsen, hoewel er nog steeds lichte motorfietsen gemaakt werden. In 1961 kwam er een 50 cc scooter.
In de jaren 60 werd weinig aan de doorontwikkeling van de modellen gedaan, hoewel men wel bleef produceren. Pas in de jaren 70 ging Gitan echt nieuwe modellen uitbrengen. Dit waren weer voornamelijk bromfietsen. In Nederland werden de Gitan-bromfietsen onder de naam Tansini op de markt gebracht, omdat de eigenlijke naam te veel verwantschap had met Gitane. Tansini was waarschijnlijk ook de sponsor van het Jamathi-wegraceteam. De Jamathi-motoren kwamen aanvankelijk als "Tansini" aan de start.